# Überschwemmungen im Sudan 2020
Die Überschwemmungen im Sudan 2020 traten ab ca. Anfang August 2020 auf. Die Flutkatastrophe gilt im Hinblick auf Opfer als die schwerste im Sudan seit mindestens 1988, die Regierung rief für den gesamten Sudan den Notstand aus.
Mit Stand 6. Oktober 2020 waren mehr als 875.000 Menschen von der Flutkatastrophe betroffen. Mindestens 155 Menschen kamen ums Leben. Ende September waren laut dem Amt der Vereinten Nationen für die Koordinierung humanitärer Angelegenheiten etwa 166.000 Gebäude zerstört.
Die meisten Schäden traten in den Bundesstaaten Nord-Darfur, Blauer Nil, West-Darfur, Sanner und in der Hauptstadt Khartum auf. Gefährdet waren auch die Orte der einstigen königlichen Stadt bei den Pyramiden von Meroe.

## Ursache

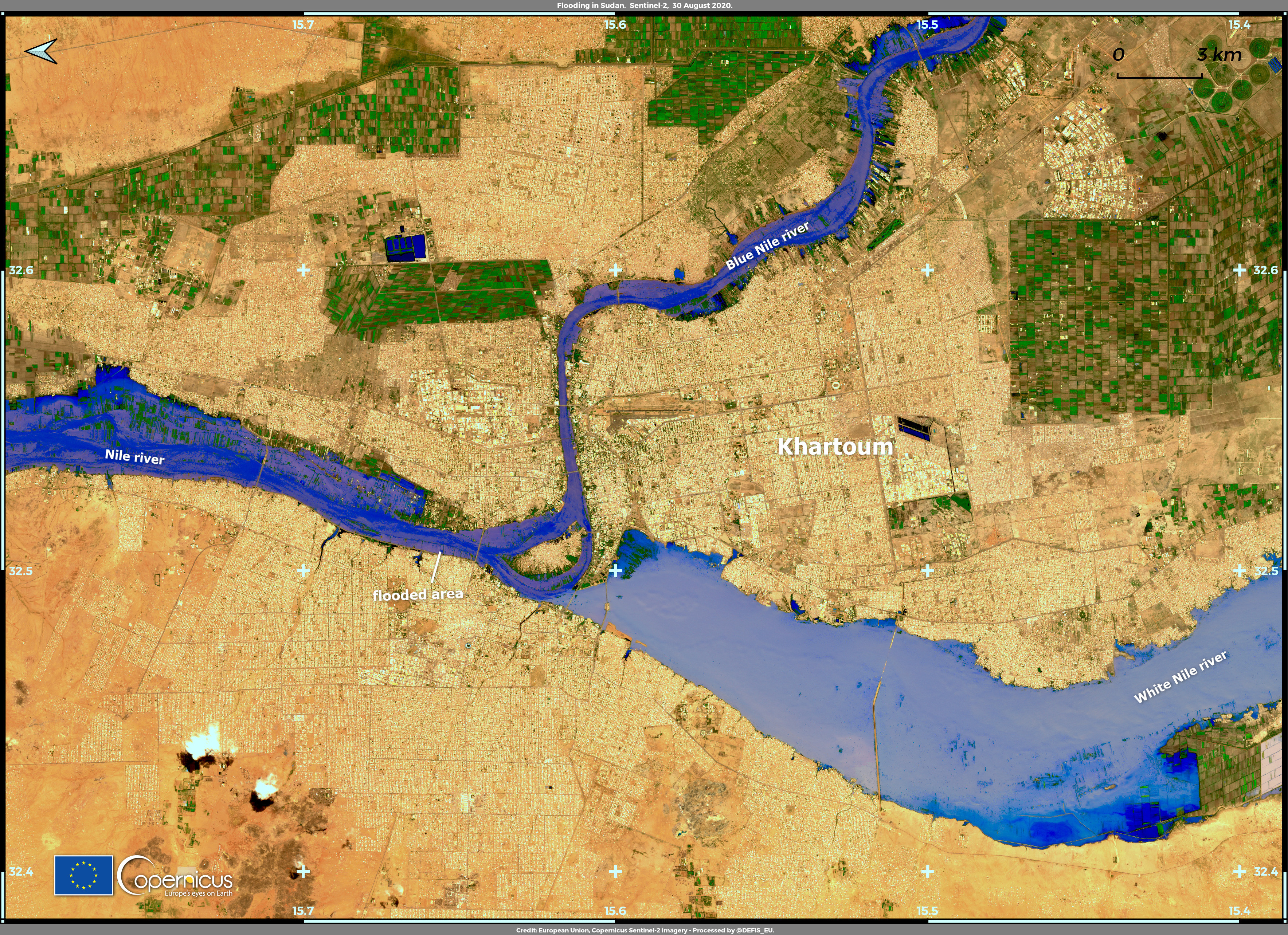
Satellitenbild vom 30. August 2020 der Überschwemmungen in Khartum am Zusammenfluss des Blauen und Weißen Nils

Ausgelöst wurde die Katastrophe durch schwere Regenfälle in Äthiopien und dem Südsudan, die bereits im Juli begonnen hatten.  Infolgedessen erreichte der Blaue Nil einen Pegelstand von 17,5 m, der höchste Wert seit Beginn der vor mehr als 100 Jahren begonnenen Aufzeichnungen.

## Folgen
Nach Darstellung der Welthungerhilfe handelte es sich bei den Überflutungen im Sommer und Herbst 2020 um die heftigsten Überschwemmungen der vorangegangenen 30 Jahre. Neben dem Verlust von Menschenleben, Wohngebäuden, Ackerland und Nutzvieh zerstörten die Fluten auch wichtige Infrastruktur. Unter anderem brach der Bout-Staudamm, der fünf Millionen Kubikmeter Wasser gestaut hatte. Dadurch ist die Trinkwasserversorgung von etwa 100.000 Menschen bedroht. Zudem wurden etwa 12.000 Latrinen zerstört. Erwartet wird, dass die vollen Auswirkungen der Katastrophe erst nach einigen Monaten beurteilt werden können. Die Überschwemmungen verstärkte auch die Auswirkungen der Heuschreckenplage 2019/2020 in Ostafrika, da viele Felder überflutet wurden, die zuvor von den Heuschrecken verschont geblieben waren.
Laut dem Welternährungsprogramm der Vereinten Nationen (WFP) wurden durch die Überschwemmungen (Stand: Mitte Oktober) etwa 175.000 Häuser sowie Ackerland und Ernten zerstört oder beschädigt. Wurde im September 2020 vor einem Ausbruch von Krankheiten durch verunreinigtes Wasser sowie durch die Verbreitung von Stechmücken (die sich im stehenden Wasser stark vermehren können) gewarnt, wurde im Oktober eine Zunahme von Cholera, Denguefieber, Rifttalfieber und Malaria beobachtet. Da viele Straßen ebenfalls beschädigt wurden, war die Lieferung von Hilfsgütern in manche Regionen kaum möglich.
Das WFP versorgte im Zuge der Überschwemmungen mehr als 112.000 Menschen mit Nahrungsmittel-Notrationen. Insgesamt wurden im Sudan seit Beginn des Jahres mehr als sechs Millionen Menschen durch andere Operationen des WFP versorgt. Waren im Jahr 2019 etwa 5,8 Millionen Menschen im Sudan von Hunger bedroht, stieg laut WFP die Anzahl der hungernden Menschen im Sudan bereits in den ersten sieben Monaten des Jahres 2020 auf 9,6 Millionen an. Laut WFP seien mit den Überschwemmungen weit mehr als 10 Millionen Menschen von Hunger betroffen gewesen. Der Preis für sudanesische Grundnahrungsmittel, wie Sorghum, lag laut WFP bei 680 Prozent über dem Fünfjahresdurchschnitt.